# Райхсгау Тіроль-Форарльберг
Увага:  Не вказане значення "common_name"

Тіроль-Форарльберг (нім. Tirol-Vorarlberg) — райхсгау в Австрії часів націонал-соціалізму. Як таке утворене 15 березня 1940 шляхом злиття тодішнього райхсгау Тіроль з тогочасним адміністративним округом Форарльберг на анексованій 1938 року нацистською Німеччиною території Федеративної держави Австрія. 
Одне із сімох райхсгау, які до 1942 року належали до Остмарки, а з 1942 до 1945 року — до Альпійських і дунайських райхсгау Великонімецького райху. 
Тіроль-Форарльберг складався із 11 округів (1 міського і 10 сільських). Столицею райхсгау був Інсбрук. 

## Історія
Австрійська НСДАП вже мала партійне гау Тіроль-Форарльберг до 1928 року, а потім із 1932 року. У 1928—1932 роках Тіроль і Форарльберг утворювали разом із Зальцбургом Вестгау. Гауляйтером НСДАП у Тіролі в 1932 році було призначено Франца Гофера з Інсбрука, і він залишався ним на нелегальній основі після заборони нацистської партії в 1933 році, доки його не змінив на цій посаді Едмунд Крістоф у 1935 році. За керівництва останнього нацисти 13 березня 1938 року прийшли до влади, але його вважали надто слабким. 24 травня 1938 року Гофер знову став гауляйтером гау НСДАП Тіроль-Форарльберг, яке мало свій осідок в Інсбруку і підпорядковувалося вищому керівництву НСДАП у Мюнхені (а не у Відні). 1 вересня 1940 року Гофера також призначили райхсштатгальтером Тіроля-Форарльберга, яким він залишався до 1945 року. Заступником гауляйтера в 1938 році був Едмунд Крістоф, а з березня 1939 по 1945 рік — Герберт Парсон.
1940 року НСДАП налічувала тут 335 місцевих партійних організацій, 813 осередків і 4821 квартал (первинних організацій). 
Райхсгау Тіроль-Форарльберг виникло внаслідок об'єднання райхсгау Тіроль з адміністративним округом Форарльберг 15 березня 1940, хоча утворені ще 1 травня 1939 року ці дві адміністративно-територіальні одиниці мали від самого початку спільний осідок в Інсбруку і спільного ландесгауптмана, який звідти ними управляв.
Райхсгау Тіроль-Форарльберг складалося з територій, відомих сьогодні як Північний Тіроль і Форарльберг. 15 жовтня 1938 Східний Тіроль перейшов до Каринтії. Тіроль-Форарльберг поділявся на округи з окружними керівництвами на чолі з окружним керівником. Наприклад, в окрузі Брегенц таким був Ганс Дітріх (1939–1945), в окрузі Дорнбірн — Антон Планкенштайнер (1939–1941), а в окрузі Блуденц окружними керівниками були Ганс Бернард (1939–1941) і Вернфрід Ріхтер.
Станом на 1 січня 1945 року райхсгау включало 11 округів: 1 міський (Інсбрук) і 10 сільських (Блуденц, Брегенц, Імст, Інсбрук, Кіцбюель, Куфштайн, Ландек, Ройте, Фельдкірх і Швац).
Наприкінці Другої світової війни Тіроль-Форарльберг опинився у французькій зоні окупації Австрії.